# Ordem Própria
Ordem Própria é um grupo de rap formado em 1997 e atualmente composto por Daniel, Thesco e DJ Cascão. Formado em São Bernardo do Campo, o Ordem Própria traz um rap pesado com ideias de incentivo e que apoiam uma conduta firme e de resgate.
Após o lançamento de uma demo que arrecadou cerca de dez mil cópias vendidas, o primeiro álbum de estúdio foi lançado em novembro de 2009, chamado Jogaram Pedras, Juntei e Fiz Castelo, que contém a participação especial de Realidade Cruel, Ndee Naldinho, A286, DJ Bola 8, Liah Soul, Erick 12 e Smith (Facção Central). O lançamento oficial aconteceu em maio de 2010 em um show para 5000 pessoas.

## Discografia
- Ordem Própria (2009)

- Jogaram Pedras, Juntei e Fiz Castelo (2010)

- Entre Arma e Flor, Não Falei Só da Dor (2014)